# Keegan Dansereau
Keegan Dansereau (* 1. Januar 1988 in Saskatoon, Saskatchewan) ist ein kanadischer Eishockeyspieler mit ungarischer Staatsbürgerschaft, der seit 2019 erneut bei MAC Budapest in der multinationalen Erste Liga unter Vertrag steht.

## Karriere
Keegan Dansereau begann seine Karriere als Eishockeyspieler bei den Calgary Hitmen, die ihn beim WHL Bantam Draft 2003 in der ersten Runde als insgesamt neunten Spieler auswählten. In der Olympiastadt seines Geburtsjahres spielte er vier Jahre in der Western Hockey League, bevor er 2007 zum Ligakonkurrenten Swift Current Broncos wechselte. 2009 wurde er von den Binghamton Senators aus der American Hockey League verpflichtet, aber überwiegend beim Farmteam Elmira Jackals in der East Coast Hockey League eingesetzt. 2010 wagte er erstmals den Sprung nach Europa und schloss sich dem Mörrums GoIS IK aus der schwedischen Division I, der dritthöchsten Spielklasse des Landes, an. Obwohl er dort Topscorer und Torschützenkönig der Liga war, kehrte er bereits im Februar 2011 nach Nordamerika zurück, wo er die Spielzeit bei den Laredo Bucks aus der Central Hockey League beendete. Anschließend wechselte er zu den Horse Lake Chiefs aus der unterklassigen Northern Pacific Hockey League, bei denen er ein Jahr auf dem Eis stand.
2012 zog es Dansereau dann dauerhaft nach Europa. Nach einem weiteren Jahr in Mörrum, schloss er sich 2013 dem Ligakonkurrenten Olofströms IK an, wo er ebenfalls ein Jahr spielte. Seit 2014 spielt er für ungarische Mannschaften in der multinationalen MOL Liga. Nach zunächst zwei Jahren in Miskolc für den DVTK Jegesmedvék, mit dem er 2015 und 2016 sowohl die Liga, als auch die ungarische Meisterschaft gewinnen konnte, stand er 2016/17 bei Dunaújvárosi Acélbikák unter Vertrag und wurde Topscorer der Liga. Zwischen 2017 und 2019 spielte er für MAC Budapest und gewann mit dem Klub 2018 sowohl die MOL Liga, als auch die ungarische Meisterschaft. In der Saison 2018/19 spielte er mit MAC in der slowakischen Extraliga, ehe er 2019 zu den Dunaújvárosi Acélbikák zurückkehrte. Seit 2021 steht er erneut bei MAC Budapest, nunmehr auch in der Ersten Liga, unter Vertrag.

### International
Im Juniorenalter nahm Dansereau mit dem Team Canada West an der World U-17 Hockey Challenge 2005 teil, die er mit seiner Mannschaft gewinnen konnte. 2017 erhielt er die ungarische Staatsbürgerschaft und debütierte bei der Weltmeisterschaft desselben Jahres für die Ungarische Nationalmannschaft.

## Erfolge und Auszeichnungen
- 2005 Gewinn der World U-17 Hockey Challenge mit dem Team Canada West
- 2010 Topscorer und Torschützenkönig der schwedischen Division I
- 2015 Gewinn der MOL Liga mit dem Miskolci Jegesmedvék JSE
- 2015 Ungarischer Meister mit dem Miskolci Jegesmedvék JSE
- 2016 Gewinn der MOL Liga mit dem DVTK Jegesmedvék
- 2016 Ungarischer Meister mit dem DVTK Jegesmedvék
- 2017 Topscorer der MOL Liga
- 2018 Gewinn der MOL Liga und ungarischer Meister mit MAC Budapest

## Statistik
(Stand: Ende der Saison 2020/21)